# Banderovo
Banderovo (italienska: Montegrappa) är ett lokalnämndsområde och stadsdel i Rijeka i Kroatien. I den helt urbaniserade stadsdelen finns flera utbildningsinstitutioner.  

## Etymologi
Det kroatiska namnet för stadsdelen (Banderovo) uppträdde relativt sent och framkom för första gången på en karta utställd av Rijekas tingsrätt år 1851.       

## Geografi
Banderovo gränsar till lokalnämndsområdena Potok i söder och sydöst, Mlaka och Podmurvice i väster samt Škurinjska Draga i norr och nordväst.

## Byggnader (urval)
- Kvarners studenthem
- Medicinska skolan i Rijeka
- Rijekas naturgrafiska skola
- Rijekas tekniska högskola
- Universitetet i Rijekas medicinska fakultet